# El festín de los dioses (Bijlert)
Le Festin des dieux ("El festín de los dioses") es una pintura del pintor holandés Jan van Bijlert, creada alrededor de 1635-1640. Está en el Musée Magnin de Dijon, Francia.
Es uno de varios cuadros del arte occidental que representan la fiesta de los dioses; en este caso hace alusión al matrimonio de Tetis y Peleo. Aparece la figura de Baco en primer plano y un prominente sátiro danzante.
El lado izquierdo del cuadro está perdido.

## Historia
La pintura representa el tema mitológico popular, la fiesta de los dioses, y es propiedad de la República Francesa desde el legado del coleccionista Maurice Magnin (1861-1939) en 1938.

### Representación en los Juegos Olímpicos de París, 2024
La pintura llamó la atención del público tras una controversia provocada por la ceremonia de apertura de los Juegos Olímpicos de 2024, en París. Durante la ceremonia, el cantante Philippe Katerine hizo acto de presencia vestido como un Baco azul casi desnudo, con lentejuelas plateadas y barba azafrán, medio recostado detrás de una tabla de quesos, sobre un plato de frutas y flores de colores, dispuestas en ofrenda en el centro de una larga mesa de banquete, que reúne a diferentes personajes, incluidas varias drag queens, colocadas detrás de él. Algunos historiadores del arte y en las redes sociales afirmaron ampliamente que este cuadro era una referencia a la conocida pintura La Última Cena de Leonardo da Vinci, una afirmación repetida por diversos medios de información, pero otros historiadores del arte y el propio creador afirmaron que era una referencia a Le Festin des dieux de Jan van Bijlert.

## Descripción
El cuadro representa un banquete que tiene lugar en el monte Olimpo para celebrar el matrimonio de Tetis, una nereida, y Peleo, rey de Ftía, en el que participan numerosos dioses de la mitología grecorromana. En el centro, Apolo está coronado y sostiene una lira. En la parte izquierda podemos reconocer a Minerva, Diana, Marte, Venus y el Amor y, detrás, Flora, la diosa de la primavera. A la derecha están Hércules y Neptuno, además de Eris, reconocible por la manzana dorada de la discordia que trajo como venganza por no haber sido invitada. En primer plano hay un sátiro bailando y Baco, comiendo un racimo de uvas.
La parte izquierda del cuadro ha sido cortada, lo que explica la ausencia de ciertos dioses. Por ejemplo, el pavo real de Juno está presente, pero no la diosa misma.